# Вилем Ајнтховен
Вилем Ајнтховен (хол. Willem Einthoven; Семаранг, 21. мај 1860. — 29. септембар 1927) био је холандски лекар и физиолог. Оснивач је првог практичног електрокардиограма (ЕКГ или ЕЦГ) 1895. и добитник Нобелове награде за медицину 1924 (за откривање електрокардиограма).

## Биографија
Вилем Ајнтховен рођен је у Семарангу на Јави, у холандској Индији (сада Индонезији). Његов отац, лекар, умро је када је Вилем био дете. Његова мајка се 1870. године вратила у Холандију са децом, у Утрехту. Отац му је био јеврејског и холандског порекла, а мајка холандског и швајцарског. Године 1885. Ајнтховен је стекао медицинску диплому на Универзитету у Утрехту. Постао је професор на Универзитет у Лајдену 1886.
Године 1902. постао је члан краљевске холандске академије наука.
Умро је у Лајдену, у Холандији, и сахрањен је на гробљу енглеске реформистичке цркве.

## Рад
Пре његовог времена било је познато да куцање срца производи електричне струје, али тадашњи инструменти нису могли тачно измерити овај феномен без постављања електрода директно на срце. Почетком 1901. Ајнтховен је основао уређај који је користио веома танку нит проводљиве жице која пролази између врло јаких електромагнета. Када струја прође кроз нит, магнетно поље ствара струју која узрокује померање жица. Светлост би бацала сенку на покретни ваљак фотографског папира, стварајући тако континуирану криву која показује кретање низа. Првобитна машина је захтевала водено хлађење за електромагнете, а за то је неопходно пет људи и измерила је око 270 килограма. Овај уређај је повећао осетљивост стандардног галванометра тако да се електрична активност срца могла измерити упркос изолацији меса и костију.
Иако је каснији технолошки напредак донео боље и преносиве ЕКГ уређаје, велики део терминологије која се користи за описивање ЕКГ-а створио је Ајнтховен. Термин Ајнтховенов троугао је назван по њему. Односи се на имагинарни обрнути једнакостранични троугао центриран на грудима.
Након што је развио галванометар, Ајнтховен је наставио да описује електрокардиографске карактеристике низа кардиоваскуларне болести. Касније је проучавао звук, посебно срчане тонове.
Године 1924. је добио Нобелову награду за медицину, за проналазак првог практичног електрокардиограма који се користи у дијагностици.

## Даље читање
- Snellen, Herman Adrianus (1995), Willem Einthoven (1860–1927) Father of Electrocardiography, Life and Work, Ancestors and Contemporaries, Dordrecht: Kluwer Academic Publishers, ISBN 0-7923-3274-1
- Shouldice R, Bass G (2002), „From Bench to Bedside – Developments in Electrocardiology” (PDF), The Engineers Journal, Institution of Engineers of Ireland, 56 (4): 47—49, Архивирано из оригинала 25. 03. 2009. г., Приступљено 04. 02. 2020
- The Einthoven Foundation Cardiology Information Portal Historical pictures
- Nobel prize citation
- Einthoven's triangle
- Bibliography in the Virtual Laboratory of the Max Planck Institute for the History of Science
- Museum Boerhaave Negen Nederlandse Nobelprijswinnaars
- A.M. Luyendijk-Elshout, Einthoven, Willem (1860–1927), in Biografisch Woordenboek van Nederland. original URL redirects to http://resources.huygens.knaw.nl/bwn1880-2000/lemmata/bwn2/einthoven
- Biography Willem Einthoven (1860–1927) at the National Library of the Netherlands
- Moukabary, T (2007). „Willem Einthoven (1860–1927): Father of electrocardiography”. Cardiology Journal. 14 (3): 316—317.